# Jangada (powieść)

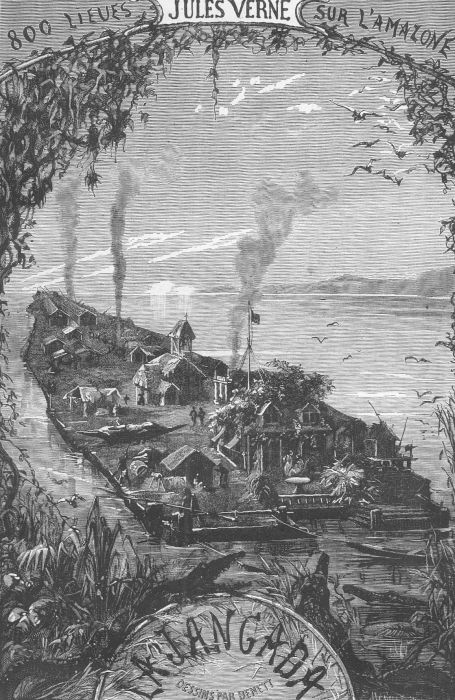
Strona tytułowa powieści.

Jangada (inne wersje tytułów polskich tłumaczeń: Jangada czyli 800 mil na falach Amazonki, 2000 mil po Amazonce, fr. La Jangada, sous-titré 800 lieues sur l'Amazone, 1881) – dwutomowa powieść Juliusza Verne’a z cyklu Niezwykłe podróże złożona z 20 rozdziałów (1. tom) oraz 20 rozdziałów (2. tom).
Pierwszy polski skrócony przekład, pt. Jangada, autorstwa Joanny Belejowskiej ukazał się w odcinkach w latach 1881-1882 w piśmie tygodniowym Przyjaciel Dzieci. Wersja książkowa z ilustracjami Léona Benetta została wydana w 1929, pt. Jangada czyli 800 mil na falach Amazonki (brak danych dotyczących autora przekładu). W 1995 wydano nowy polski przekład, pt. 2000 mil po Amazonce, autorstwa Jerzego Brzozowskiego.
Miejscem akcji tej kryminalnej powieści jest teren Ameryki Południowej. 

## Zarys fabuły
Joam Garral i jego córka płyną po Amazonce na dużej tratwie do Belém, gdzie córka ma poślubić Manuela Valdeza. 
Ale Joam w Brazylii jest poszukiwany za przestępstwo. Niejaki Torres ma dowód jego niewinności. Jest to zaszyfrowany list. W zamian Torres chce poślubić córkę Joama. Torres zostaje zabity ale rodzina Garralów musi rozszyfrować list aby uratować Joama.